# Décès en janvier 2010
Décès
- 2006
- 2007
- 2008
- 2009
- 2010
- 2011
- 2012
- 2013
- 2014

Pour une information complémentaire, voir la page d'aide.

## Janvier 2010
| Date        | Nom                                       | Activités | Âge      | Source |
| ----------- | ----------------------------------------- | --- | -------- | ------ |
| 1er janvier | Gilbert de Goldschmidt                    | Producteur de film français. | 85       |        |
| 1er janvier | Freya von Moltke (en)                     | Ancienne résistante allemande, membre du Cercle de Kreisau.                                                                                          | 98       |        |
| 1er janvier | Jean-Pierre Posca                         | Footballeur français. | 57       |        |
| 1er janvier | Lhasa de Sela                             | Chanteuse américano-mexicaine. | 37       |        |
| 2 janvier   | Taoufik Boughedir                         | Journaliste, dramaturge et homme de culture tunisien .                                                                                               | 83       |        |
| 2 janvier   | David Gerber                              | Producteur de télévision américain, connu pour son travail sur les séries Batman ou encore Police Story.                                             | 86       |        |
| 2 janvier   | Michel Grandpierre                        | Homme politique français. | 76       |        |
| 2 janvier   | Vincent Stagnara                          | Avocat nationaliste corse. | 59       |        |
| 3 janvier   | Tibet                                     | Auteur de bande dessinée français. | 78       |        |
| 3 janvier   | Gianni Bonichon                           | Bobeur italien. Médaillé d'argent aux Jeux olympiques d'hiver de 1972.                                                                               | 65       | (it)   |
| 3 janvier   | Carlo Masoni                              | Écrivain et poète belge. | 88       |        |
| 4 janvier   | Paul Ahyi                                 | Sculpteur, architecte, peintre, architecte d'intérieur et auteur togolais.                                                                           | 79       |        |
| 4 janvier   | Johan Ferrier                             | Premier président du Suriname (1975-1980). | 99       | (en)   |
| 4 janvier   | Casey Johnson                             | Héritière de la fortune Johnson & Johnson. | 30       |        |
| 4 janvier   | Rory Markas                               | Commentateur sportif américain. | 54       | (en)   |
| 4 janvier   | Tsutomu Yamaguchi                         | Seule personne reconnue à avoir survécu aux Bombardements atomiques de Hiroshima et Nagasaki.                                                        | 93       |        |
| 5 janvier   | Beverly Aadland                           | Actrice américaine | 69       |        |
| 5 janvier   | Kim Britov                                | Peintre figuratif soviétique puis russe | 84       |        |
| 5 janvier   | Jacques de Ceaurriz                       | Directeur de l'Agence française de lutte contre le dopage.                                                                                           | 60       |        |
| 5 janvier   | Bernard Goureau                           | Ancien responsable de la communication du diocèse de Reims-Ardennes.                                                                                 | 79       |        |
| 5 janvier   | Micheline Legendre                        | Marionnettiste canadienne. | 86       |        |
| 5 janvier   | Luigi Marengo                             | Peintre italien. | 81       | (it)   |
| 5 janvier   | Willie Mitchell                           | Producteur de musique américain. | 81       |        |
| 5 janvier   | Bernard Le Nail                           | Écrivain français. | 63       |        |
| 5 janvier   | Kenneth Noland                            | Peintre et sculpteur américain. | 85       |        |
| 6 janvier   | James von Brunn                           | Suspect de la fusillade à l'United States Holocaust Memorial Museum du 6 juin 2009.                                                                  | 89       |        |
| 6 janvier   | Bruno Roy                                 | Écrivain, essayiste, professeur et poète québécois.                                                                                                  | 66       |        |
| 7 janvier   | Alex Parker                               | Footballeur international écossais. | 74       | (en)   |
| 7 janvier   | André Raffray                             | Peintre français | 84       |        |
| 7 janvier   | Philippe Séguin                           | Premier président de la Cour des comptes française, ancien président de l'Assemblée nationale, ancien ministre.                                      | 66       |        |
| 8 janvier   | Art Clokey                                | Réalisateur pionnier dans le stop motion. | 88       |        |
| 9 janvier   | Amélété Abalo                             | Ancien footballeur togolais et entraîneur adjoint de l'équipe du Togo de football.                                                                   | 47       |        |
| 9 janvier   | Ievgueni Paladiev                         | Joueur soviétique de hockey sur glace. | 61       | (ru)   |
| 9 janvier   | Antoine Palatis                           | Boxeur français. | 39       |        |
| 9 janvier   | Armand Gaétan Razafindratandra            | Cardinal malgache. | 84       |        |
| 10 janvier  | Bert Bushnell                             | Rameur britannique. Médaillé d'or aux Jeux olympiques d'été de 1948.                                                                                 | 88       |        |
| 10 janvier  | Tony Halme                                | Ancien membre du parlement finlandais et ex lutteur professionnel.                                                                                   | 47       | (en)   |
| 10 janvier  | Krisztina Rády                            | Ex-femme du chanteur Bertrand Cantat. | 42       |        |
| 10 janvier  | Mano Solo                                 | Chanteur français. | 46       |        |
| 10 janvier  | Vonny                                     | Animatrice française sur Europe 1 et Antenne 2. | 76       |        |
| 10 janvier  | Torbjørn Yggeseth                         | Sauteur à ski norvégien. | 75       | (no)   |
| 11 janvier  | Juliet Anderson                           | Actrice américaine de films pornographiques. | 71       | (hu)   |
| 11 janvier  | Jean-Yves Calvez                          | Prêtre jésuite, philosophe et théologien français | 82       |        |
| 11 janvier  | Miep Gies                                 | Citoyenne néerlandaise ayant caché Anne Frank et sa famille, elle fit la découverte du Journal d'Anne Frank.                                         | 100      |        |
| 11 janvier  | Esther Gorintin                           | Actrice française d'origine polonaise. | 96       |        |
| 11 janvier  | Bob Noorda                                | Graphic designer néerlandais. | 82       |        |
| 11 janvier  | Éric Rohmer                               | Réalisateur de cinéma français | 89       |        |
| 11 janvier  | Dennis Stock                              | Photographe américain. | 81       |        |
| 12 janvier  | Georges Anglade                           | Écrivain et politicien québécois d'origine haïtienne décédé lors du tremblement de terre d'Haïti.                                                    | 65       |        |
| 12 janvier  | Hédi Annabi                               | Diplomate tunisien décédé lors du tremblement de terre d'Haïti.                                                                                      | 65       |        |
| 12 janvier  | Zilda Arns                                | Médecin pédiatre et experte en santé publique brésilienne décédée lors du tremblement de terre d'Haïti.                                              | 75       |        |
| 12 janvier  | Daniel Bensaïd                            | Philosophe et théoricien du mouvement trotskiste en France.                                                                                          | 63       |        |
| 12 janvier  | Joseph Serge Miot                         | Archevêque de Port-au-Prince (Haïti), décédé lors du tremblement de terre d'Haïti.                                                                   | 64       |        |
| 12 janvier  | Jacques Voyet                             | Peintre, sculpteur, décorateur et metteur en scène de théâtre français.                                                                              | 83       |        |
| 12 janvier  | Yabby You                                 | Chanteur et producteur de reggae jamaïcain. | 63       |        |
| 13 janvier  | François Gerbaud                          | Homme politique français. | 82       |        |
| 13 janvier  | Serge Marcil                              | Homme politique québécois décédé lors du tremblement de terre d'Haïti                                                                                | 55       |        |
| 13 janvier  | Teddy Pendergrass                         | Chanteur de soul américain. | 59       |        |
| 13 janvier  | Jay Reatard                               | Musicien de Garage punk américain. | 29       |        |
| 14 janvier  | Bobby Charles (en)                        | Chanteur et compositeur américain. | 71       |        |
| 14 janvier  | Antonio Fontán                            | Journaliste, universitaire et homme politique espagnol.                                                                                              | 86       | (es)   |
| 14 janvier  | Marika Rivera (en)                        | Actrice française | 90       | (es)   |
| 15 janvier  | Marshall Warren Nirenberg                 | Biochimiste américain, Prix Nobel de physiologie ou médecine en 1968.                                                                                | 82       | (en)   |
| 16 janvier  | Noël Brazès                               | joueur, entraîneur et dirigeant du club de rugby à XV de l'USA Perpignan                                                                             | 89       |        |
| 16 janvier  | Felice Quinto                             | Photographe italien | 80       | (en)   |
| 16 janvier  | Carl Smith                                | Chanteur et guitariste de country américain. | 82       |        |
| 17 janvier  | Gaines Adams (en)                         | footballeur américain | 26       |        |
| 17 janvier  | Jyoti Basu                                | Homme politique indien, Premier ministre du Bengale-Occidental de 1977 à 2000.                                                                       | 95       |        |
| 17 janvier  | Erich Segal                               | Scénariste et acteur américain, auteur du roman Love Story.                                                                                          | 72       |        |
| 18 janvier  | Cyril Burke                               | Joueur de rugby à XV australien. | 84       | (en)   |
| 18 janvier  | Kate McGarrigle                           | Auteur-compositeur-interprète canadienne. | 63       |        |
| 18 janvier  | Robert B. Parker                          | Écrivain américain de romans policiers. | 77       |        |
| 18 janvier  | Ursula Vian-Kübler                        | Danseuse et actrice suisse. Seconde épouse de Boris Vian.                                                                                            | 84       |        |
| 19 janvier  | Jean Duthilleul                           | Architecte français. | 96       |        |
| 19 janvier  | Bill McLaren                              | Ancien journaliste sportif écossais, spécialiste du rugby à XV.                                                                                      | 86       |        |
| 19 janvier  | Panajot Pano                              | Joueur de football albanais. | 70       |        |
| 19 janvier  | Avrom Sutzkever                           | Poète yiddish et polonais, survivant de la Shoah. | 96       | (en)   |
| 19 janvier  | Mahmoud al-Mabhouh                        | Leader palestinien. | 49       |        |
| 19 janvier  | Kalthoum Sarraï dite "Super Nanny"        | Auxiliaire de puériculture et animatrice de télévision franco-tunisienne. Plus connue sous le pseudonyme Cathy, pour son rôle de Super Nanny sur M6. | 47       |        |
| 20 janvier  | Lynn Taitt                                | Musicien, compositeur et guitariste de reggae jamaïcain.                                                                                             | 75       |        |
| 21 janvier  | Maxime Leroux                             | Acteur français | 58       |        |
| 21 janvier  | Jacques Martin                            | Auteur de Bande dessinée français, auteur de Alix.                                                                                                   | 88       |        |
| 21 janvier  | Camille Maurane                           | Artiste lyrique (baryton) français. | 98       |        |
| 21 janvier  | Ndeh Ntumazah                             | Homme politique camerounais. | 83 ou 84 |        |
| 22 janvier  | Marie-Henriette Manuel-Doussaint          | Joueuse française de basket-ball | 72       |        |
| 22 janvier  | Jean Simmons                              | Actrice britannique | 80       |        |
| 23 janvier  | Roger Pierre                              | Acteur français | 86       |        |
| 24 janvier  | Pernell Roberts                           | Acteur de télévision américain, connu pour avoir joué le rôle de "Adam Cartwright" dans la série Bonanza                                             | 81       |        |
| 25 janvier  | Ali Hassan al-Majid dit "Ali le Chimique" | Dignitaire irakien sous le régime de Saddam Hussein condamné à mort à quatre reprises notamment pour le massacre en 1988 de 5 000 Kurdes             | 68       |        |
| 26 janvier  | Geoffrey Burbidge                         | Astrophysicien américano-britannique | 84       |        |
| 27 janvier  | Shirley Caddell-Collie                    | Chanteuse américaine de country et rockabilly des années 1950-60, seconde épouse de Willie Nelson                                                    | 91       |        |
| 27 janvier  | Ruben Kruger                              | Ancien joueur de rugby à XV sud-africain. Champion du monde en 1995                                                                                  | 39       |        |
| 27 janvier  | Zelda Rubinstein                          | Actrice américaine, connue pour avoir joué dans Poltergeist (film, 1982)                                                                             | 76       |        |
| 27 janvier  | J. D. Salinger                            | Écrivain américain, auteur du roman L'Attrape-cœurs                                                                                                  | 91       |        |
| 27 janvier  | Howard Zinn                               | Historien et politologue américain | 87       |        |
| 28 janvier  | Larbi Belkheir                            | Général, homme politique et diplomate algérien | 72       |        |
| 28 janvier  | Patricia Leonard                          | Actrice et chanteuse d'opéra britannique | 73       |        |
| 28 janvier  | Keiko Tobe (en)                           | Mangaka japonaise | 52       | (en)   |
| 29 janvier  | Mohamed Hamdi                             | Journaliste algérien | 67       |        |
| 29 janvier  | Ram Niwas Mirdha (en)                     | Homme politique indien | 87       | (en)   |
| 29 janvier  | Zahid Sheikh                              | Joueur de hockey sur gazon pakistanais. Médaillé d'argent aux Jeux olympiques d'été de 1972.                                                         | 60       |        |
| 31 janvier  | Kage Baker                                | écrivain américaine | 57       |        |
| 31 janvier  | David Brown                               | Producteur de cinéma américain | 93       | (en)   |
| 31 janvier  | Pauly Fuemana (en)                        | Chanteur et musicien du groupe néozélandais OMC. | 40       | (en)   |
| 31 janvier  | Viktor Kaisiëpo                           | défenseur du droit des peuples de Papouasie occidentale                                                                                              | 61       |        |
| 31 janvier  | Tomás Eloy Martínez (en)                  | Écrivain et journaliste argentin | 75       | (en)   |
| 31 janvier  | Brahmananda Panda (en)                    | Homme politique indien | 60       | (en)   |
| 31 janvier  | Pierre Vaneck                             | Comédien français | 78       |        |